# Mur d'Atanaric

La Muralla inferior de Trajà (Mur d'Atanàric al mapa) es trobava just al nord del delta del Danubi

El mur d'Atanaric, també anomenat Mur de Trajà inferior o Muralla de Trajà del Sud, va ser una línia de fortificació erigida probablement per Athanaric (el rei dels Thervingi), entre les ribes del riu Gerasius (modern Prut) i el Danubi fins a la terra de Taifali (moderna Oltènia). El més probable és que el mur d'Atanàric hagi reutilitzat les antigues llimes romanes anomenades Limes Transalutanus.

## Estructura
L'historiador Theodore Mommsen va escriure que els romans van construir una muralla defensiva des del delta del Danubi fins a Tyras. Ell va escriure:
L'estructura està formada per parets de terra i palissades, amb una elevació de només tres metres (la majoria s’erosiona).
S’estén des de Romania Buciumeni -Tiganesti-Tapu fins a Stoicani i després entra a Moldàvia. Al sud de Moldàvia, s'estén 126 més A km del poble de Vadul lui Isac, al districte de Cahul, al costat del riu Prut, i després es dirigeix cap a Ucraïna que finalitza al llac Sasyk per Tatarbunar.
Alguns historiadors pensen que el sud de la Muralla de Trajà va arribar a la ciutat de Tyras, quan va ser annexionat per l'emperador Neró. De fet, es va trobar una moneda romana de bronze durant les excavacions que van descobrir evidències de la construcció original al segle I
Al segle xix, l'escut del Cahul uyezd de Bessaràbia, imperi rus, incorporava la imatge del "Mur de Trajà".

## Debat històric
Alguns acadèmics com Dorel Bondoc pensen que la muralla va ser construïda pels romans, perquè requeria un gran coneixement i una força de treball que bàrbars com Athanaric no tenien.
Bondoc va escriure que "la gran mida de [el Mur] significa la necessitat de recursos materials i humans considerables, una condició que només podia complir l'Imperi Romà... el període en què es va construir s'estenia des de Constantí el Gran fins a Valentinià I i Valens".

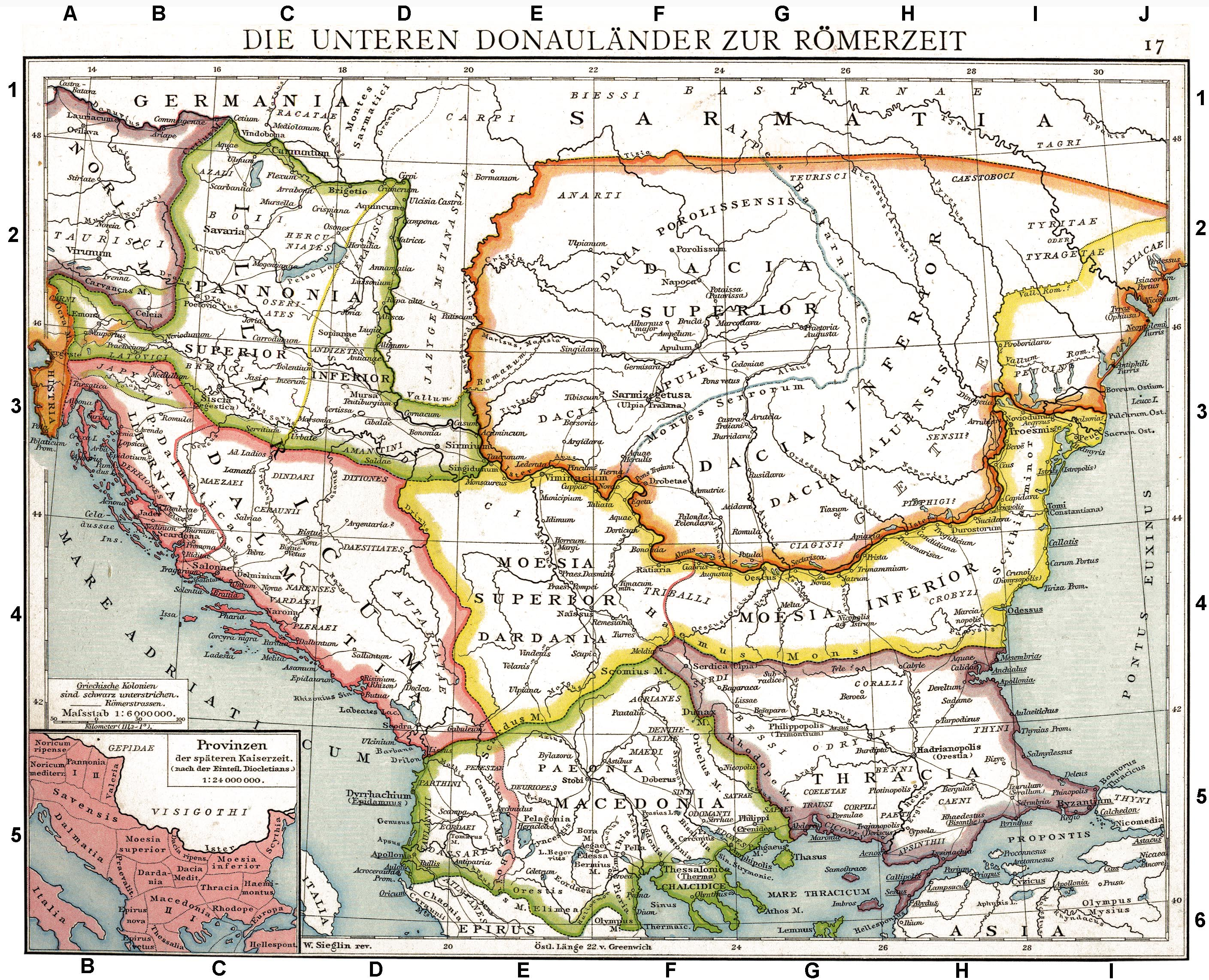
Mapa de províncies romanes del Baix Danubi que mostra el Vallum. Mapa històric antic de l'Atles històric de Droysens, 1886

Alguns erudits, com Vasile Nedelciuc, argumenten que el mur de gespa va ser construït inicialment pels romans durant el govern de Neró des del riu Prut fins a Tyras, fins i tot perquè té una rasa orientada al nord. Argumenta que més tard va ser ampliada per Athanaric, però només fins a la llacuna de Sasyk.